# Karl Gustav Izikowitz
Karl Gustav Izikowitz, född 26 november 1903 i Jönköping, död 25 december 1984 i Göteborg, var en svensk etnograf. Han var bror till Sander Izikowitz.
Izikowitz studerade vid Lunds universitet och Göteborgs högskola, blev filosofie licentiat 1931, disputerade för filosofie doktorsgrad 1935 samt blev docent i allmän och jämförande etnografi 1936. Han studerade även vid Londons universitet, University of California i Berkeley och École Française d'Extrême-Orient i Hanoi.
Izikowitz var åren 1929–1933 anställd vid Göteborgs museums etnografiska avdelning och från 1943 intendent där samt från 1946 museichef. Han blev professor vid Göteborgs universitet i etnografi 1955. Izikowitz specialiserade sig till en början på Sydamerikas indianer, om vilka han utgav flera arbeten, bland annat Musical and other sound instruments of the South American Indians (1935, doktorsavhandling). Efter en forskningsfärd till Franska Indokina 1936–38, skildrad i Över dimmornas berg (1944), ägnade sig Izikowitz i sitt vetenskapliga arbete främst åt bearbetning av sitt därifrån hemförda material. Han  författade även Lamét, jungle peasants in French Indo-China (otryckt), en etnologisk-sociologisk monografi över Lamétfolket i norra Laos. Izikowitz deltog även i sociologiska undersökningar i Bohuslän.